# 29. Golden Globe-gála
A 29. Golden Globe-gálára 1972. február 6-án került sor, az 1971-ben mozikba, vagy képernyőkre került amerikai filmeket, illetve televíziós sorozatokat díjazó rendezvényt a kaliforniai Beverly Hillsben, a Beverly Hilton Hotelben tartották meg.
A 29. Golden Globe-gálán Alfred Hitchcock vehette át a Cecil B. DeMille-életműdíjat.

## Filmes díjak
A nyertesek félkövérrel jelölve.
| Legjobb filmes díjak | Legjobb filmes díjak |
| Legjobb filmdráma | Legjobb vígjáték vagy zenés film |
| --- | --- |
| - Francia kapcsolat - Mechanikus narancs - Az utolsó mozielőadás - Mária, a skótok királynője - Kamaszkorom legszebb nyara                                                                                     | - Hegedűs a háztetőn - Twiggy, a sztár - Csakazértis nagypapa - Pénzes asszony kerestetik - Hotel Plaza |
| Legjobb filmes alakítások (filmdráma) | |
| Színész | Színésznő |
| - Gene Hackman – Francia kapcsolat - Peter Finch – Vasárnap, átkozott vasárnap - Malcolm McDowell – Mechanikus narancs - Jack Nicholson – Testi kapcsolatok - George C. Scott – A kórház                       | - Jane Fonda – Klute - Dyan Cannon – Such Good Friends - Glenda Jackson – Mária, a skótok királynője - Vanessa Redgrave – Mária, a skótok királynője - Jessica Walter – Játszd le nekem a Mistyt!                                              |
| Legjobb filmes alakítások (vígjáték vagy zenés film) | |
| Színész | Színésznő |
| - Topol – Hegedűs a háztetőn - Bud Cort – Harold és Maude - Dean Jones – Az egymillió dolláros kacsa - Walter Matthau – Csakazértis nagypapa - Gene Wilder – Willy Wonka és a csokigyár                        | - Twiggy – Twiggy, a sztár - Sandy Duncan – Star Spangled Girl - Ruth Gordon – Harold és Maude - Angela Lansbury – Ágygömb és seprűnyél - Elaine May – Pénzes asszony kerestetik                                                               |
| Legjobb mellékszereplők (filmdráma, vígjáték vagy zenés film) | |
| Színész | Színésznő |
| - Ben Johnson – Az utolsó mozielőadás - Tom Baker – Cárok végnapjai - Art Garfunkel – Testi kapcsolatok - Paul Mann – Hegedűs a háztetőn - Jan-Michael Vincent – Going Home                                    | - Ann-Margret – Testi kapcsolatok - Ellen Burstyn – Az utolsó mozielőadás - Cloris Leachman – Az utolsó mozielőadás - Diana Rigg – A kórház - Maureen Stapleton – Hotel Plaza                                                                  |
| Egyéb | |
| Legjobb rendező | Legjobb forgatókönyv |
| - William Friedkin – Francia kapcsolat - Peter Bogdanovich – Az utolsó mozielőadás - Norman Jewison – Hegedűs a háztetőn - Stanley Kubrick – Mechanikus narancs - Robert Mulligan – Kamaszkorom legszebb nyara | - Paddy Chayefsky – A kórház - Ernest Tidyman – Francia kapcsolat - Andy Lewis, Dave Lewis – Klute - John Paxton – Csakazértis nagypapa - John Hale – Mária, a skótok királynője                                                               |
| Legjobb eredeti filmzene | Legjobb eredeti filmbetétdal |
| - Isaac Hayes – Shaft - Gil Mellé – Az Androméda-törzs - Michel Legrand – Le Mans - John Barry – Mária, a skótok királynője - Michel Legrand – Kamaszkorom legszebb nyara                                      | - „Life Is What You Make It"” – Csakazérti nagypapa - „Rain Falls Anywhere It Wants To” – Elefántkirály - „Something More” – Honky - „Long Ago Tomorrow” – Tombol a Hold - „Theme from Shaft” – Shaft                                          |
| Legjobb idegen nyelvű film (eredeti nyelvű) | Legjobb idegen nyelvű film (angol nyelvű) |
| - Azulai, a rendőr – Izrael - Claire térde – Franciaország - A megalkuvó – Olaszország - Csajkovszkij – Szovjetunió - Meghalni a szerelemért – Franciaország                                                   | - Vasárnap, átkozott vasárnap – Egyesült Királyság - Elefántkirály – Egyesült Királyság - Friends – Egyesült Királyság - A közvetítő – Egyesült Királyság - A jégsziget foglyai – Olaszország/Szovjetunió - Tombol a Hold – Egyesült Királyság |

## Televíziós díjak
A nyertesek félkövérrel jelölve.
| Legjobb televíziós sorozatok | Legjobb televíziós sorozatok |
| Filmdráma | Vígjáték vagy zenés film |
| --- | --- |
| - Mannix - Marcus Welby, M.D. - Medical Center - The Mod Squad - O'Hara, U.S. Treasury                                                                                               | - All in the Family - The Carol Burnett Show - Flip - The Mary Tyler Moore Show - The Partridge Family                                                                                           |
| Tévéfilm | |
| - The Snow Goose - Brian's Song - Párbaj - The Homecoming: A Christmas Story - The Last Child                                                                                        | |
| Legjobb alakítás televíziós sorozatban (filmdráma) | |
| Színész | Színésznő |
| - Robert Young – Marcus Welby, M.D. - Raymond Burr – Ironside - Mike Connors – Mannix - William Conrad – Cannon - Peter Falk – Columbo                                               | - Patricia Neal – The Homecoming: A Christmas Story - Lynda Day George – Mission: Impossible - Peggy Lipton – The Mod Squad - Denise Nicholas – Room 222 - Susan Saint James – McMillan & Wife   |
| Legjobb alakítás televíziós sorozatban (vígjáték vagy zenés film) | |
| Színész | Színésznő |
| - Carroll O'Connor – All in the Family - Herschel Bernardi – Arnie - Jack Klugman – The Odd Couple - Dick Van Dyke – The New Dick Van Dyke Show - Flip Wilson – The Flip Wilson Show | - Carol Burnett – The Carol Burnett Show - Lucille Ball – Here's Lucy - Shirley Jones – The Partridge Family - Jean Stapleton – All in the Family - Mary Tyler Moore – The Mary Tyler Moore Show |
| Legjobb mellékszereplő televíziós sorozatban, minisorozatban vagy tévéfilmben | |
| Mellékszereplő színész | Mellékszereplő színésznő |
| - Edward Asner – The Mary Tyler Moore Show - James Brolin – Marcus Welby, M.D. - Harvey Korman – The Carol Burnett Show - Rob Reiner – All in the Family - Milburn Stone – Gunsmoke  | - Sue Ane Langdon – Arnie - Amanda Blake – Gunsmoke - Gail Fisher – Mannix - Sally Struthers – All in the Family - Lily Tomlin – Laugh-In                                                        |

## Különdíjak

### Cecil B. DeMille-életműdíj
A Cecil B. DeMille-életműdíjat Alfred Hitchcock vehette át.

### Miss/Mr.Golden Globe
- Pamela Powell[3]

## Fordítás
Ez a szócikk részben vagy egészben  a(z)   29th Golden Globe Awards című angol Wikipédia-szócikk fordításán alapul.  Az eredeti cikk szerkesztőit annak laptörténete sorolja fel. Ez a jelzés csupán a megfogalmazás eredetét és a szerzői jogokat jelzi, nem szolgál a cikkben szereplő információk forrásmegjelöléseként.